# Греція на літніх Олімпійських іграх 1976
Греція на літніх Олімпійських іграх 1976 була представлена 41 спортсменом у 8 видах спорту, проте збірна не виборола жодної медалі.
Прапороносцем під час Параду націй на церемонії відкриття Олімпіади був обраний легкоатлет Васіліс Папагеоргопулос, який з 1999 року обіймає посаду мера міста Салоніки.